# Dirickx Industries
 (mars 2020).
Si vous disposez d'ouvrages ou d'articles de référence ou si vous connaissez des sites web de qualité traitant du thème abordé ici, merci de compléter l'article en donnant les références utiles à sa vérifiabilité et en les liant à la section « Notes et références ».

## Histoire
Créé en 1921 par Armand Dirickx à Congrier en Mayenne. Son PDG Jacques Dirickx est nommé Entrepreneur de l'année 2005.
Elle est spécialisée dans la protection périmétrique des sites extérieurs des entreprises, des collectivités et des particuliers : clôtures, portails, contrôles d'accès par simple délimitation ou en contrôle d'accès

Le groupe emploie 1 000 salariés dans cinq sites dans le monde - dont 400 à Congrier où est basé le siège de la société- et s'est implanté depuis quatre ans en Chine (filiales en Slovaquie et en Belgique).
Le 17 mai 2017 décède le dirigeant Jacques Diricks.  Il avait choisi Wim Deblauwe pour lui succéder quelques mois avant son décès.
Dirickx est ainsi passé dans le giron de la holding belge de deux partenaires industriels : Robur Capital et Telesco,.

## Le groupe
- Thermolaquage Grandes longueurs (450-267-893) radiée le 30 septembre 2009[4].
- Dirickx Prosede (433-909-223) Congrier, radiée le 29 septembre 2017[5].
- Amex (450-955-430) Ballan Miré, radiée le 18 septembre 2015[6].
- Messiclot Holding (843-569-864) Craon
- Dirickx Espace Protec Antilles (384-468-401) Baie Mahaut[7].
- Dirickx Action (400-975-058) Holding radié le 27 avril 2018[8].
- Dirickx Espace Protec Guadeloupe (411-178-221) Baie Mahault[9].
- Dirickx Espace Protec Réunion (419-646-427) La Possession [10].
- Dirickx Family (451-614-708) Holding Congrier radié le 13 septembre 2018[11].
- Place Clôtures (838-254-027) Rouvignies[12].
- Dirickx Groupe (556-150-183) holding radié le 16 septembre 2018[13]
- Dirickx Aventure (522-397918) holding[14].